# Pantomima luminosa

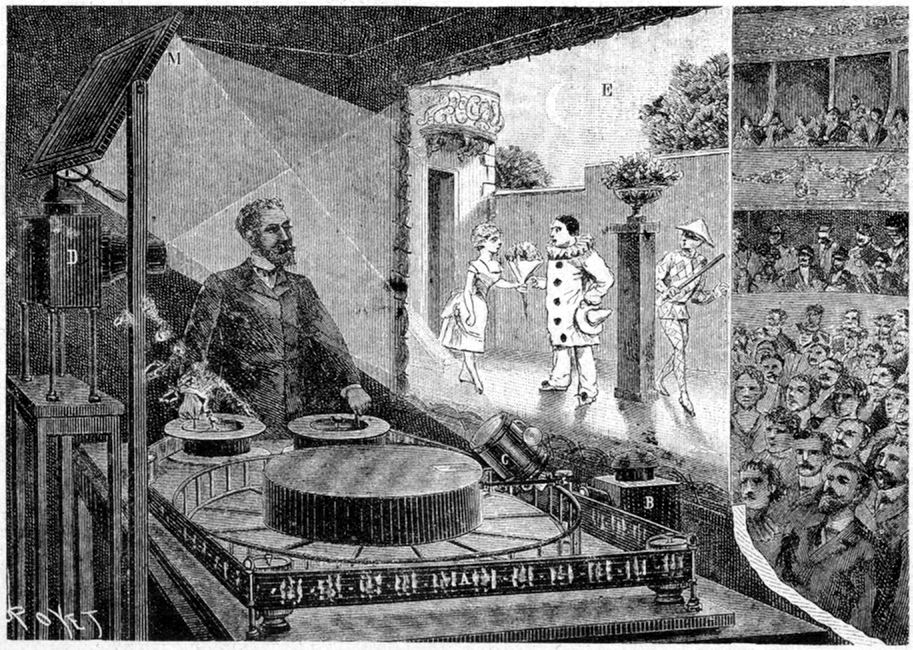
Prima proiezione pubblica del teatro ottico nel 1892

La pantomima luminosa (Pantomime lumineuse, in francese) è un tipo di proiezione animata per teatro ottico inventata da Charles-Émile Reynaud nel 1888 e proiettata per la prima volta in pubblico al museo Grévin di Parigi nel 1892. È stato il primo spettacolo di immagini in movimento proiettate a un pubblico, precedente di tre anni alla prima proiezione di film di Auguste e Louis Lumière.

## Storia

Manifesto per la prima proiezione pubblica delle pantomime luminose del 1892

Nel 1888 Charles-Émile Reynaud perfeziona un proiettore di più larga scala, simile ai proiettori che sarebbero stati usati per le proiezioni cinematografiche qualche anno più tardi. Il 28 ottobre 1892, Reynaud dà la prima proiezione pubblica di uno spettacolo di immagini in movimento al museo Grévin di Parigi. Lo spettacolo, annunciato come "pantomime luminose" (Pantomimes Lumineuses), comprende tre sequenze animate: Pauvre Pierrot, Un bon bock e Le clown et ses chiens, ciascuno costituito da 500-700 lastre di vetro dipinte individualmente dallo stesso Reynaud e della durata di circa 15 minuti. Reynaud, inoltre, opera come proiezionista e lo spettacolo è accompagnato da un commento sonoro composto ed eseguito da Gaston Paulin: per le "pantomime luminose", oltre all'esecuzione di rumori come commento alle immagini, viene anche composta una vera e propria colonna sonora musicale. Pare infatti che il primo esempio di musica originale per film sia stato nel 1892 proprio la partitura di Paulin per le pantomime di Reynaud.
Le "pantomime luminose" prodotte da Reynaud per il teatro ottico, furono in tutto cinque: Un bon bock (1888), Le clown et ses chiens (1890), Pauvre Pierrot (1891), Autour d'une cabine (1893), Un rêve au coin du feu (1894). Di queste, tuttavia, ne sono sopravvissute solamente due, Pauvre Pierrot e Autour d'une cabine, poiché Reynaud stesso ha gettato le altre tre nella Senna in un momento di disperazione.
Nel 1895 Reynaud si trova a doversi confrontare direttamente con la nuova invenzione del cinematografo dei fratelli Lumière, inventa così un nuovo spettacolo, le "fotopitture animate", realizzate proiettando una sequenza di fotografie stampate su vetro e colorate a mano, per riprendere le quali inventa un nuovo apparecchio, il foto-scenografo (photo-scénographe). Con questo sistema realizzerà in tutto tre fotopitture animate: Guillaume Tell (1896), Le premier cigare (1897) e Les clowns Price (1898).
Successivamente alla presentazione di Guillaume Tell le due forme di spettacolo, le proiezioni di pantomime luminose e fotopitture animate, verranno presentate assieme. L'ultima proiezione avviene l'8 febbraio del 1900.

## Filmografia
- Un bon bock (1888)
- Le Clown et ses chiens (1890)
- Pauvre Pierrot (1891)
- Autour d'une cabine (1893)
- Un rêve au coin du feu (1894)